# Lion (1929)
Lion – francuski wielki niszczyciel z okresu II wojny światowej z grupy typów 2400-tonowych, podtypu Guépard. W służbie od 1931, samozatopiony w Tulonie 27 listopada 1942.

## Historia
„Lion” należał do podtypu Guépard francuskich 2400-tonowych wielkich niszczycieli (grupy B). Zbudowany był w ramach programu na 1925 rok. Nazwa oznacza „lew”. Początkowo nie nosił numeru burtowego, następnie w latach 1934-36: -5, 1936-37: brak, 1938-39: 11, 1939-40: X11, 1940-42: X12.

## Służba w skrócie
Po wybuchu II wojny światowej „Lion” służył na Morzu Śródziemnym, bazując w Tulonie, w składzie 1. Dywizjonu Kontrtorpedowców (z „Vauban” i „Aigle”). Po przystąpieniu Włoch do wojny, wziął udział z 10 innymi niszczycielami tego typu i 4 krążownikami w operacji ostrzelania w czerwcu 1940 włoskich portów Genui i Vado.
Po klęsce Francji, pozostał pod kontrolą rządu Vichy. Wraz z „Vaubanem” został wycofany do rezerwy i nie był modernizowany. Wraz z innymi okrętami został samozatopiony podczas niemieckiej próby zagarnięcia floty francuskiej w Tulonie 27 listopada 1942. Po przejęciu Tulonu przez Włochów, uznali oni za opłacalne podniesienie okrętu, przemianowanego na FR-21. Był remontowany w La Spezia i w chwili kapitulacji Włoch był gotowy do wejścia do służby, lecz 9 września 1943 został samozatopiony w Genui, w celu uniknięcia zajęcia przez Niemców. Podczas remontu Włosi zamienili mu lekkie uzbrojenie przeciwlotnicze na 4 działka 37 mm L/54 i 4 działka 20 mm L/65. Wrak został następnie złomowany.
Szczegółowy opis i dane – w artykule niszczyciele typu 2400-tonowego